# Пшестансько
Пшестансько (пол. Przestańsko) — село в Польщі, у гміні Івановиці Краківського повіту Малопольського воєводства.
Населення — 179 осіб (2011).
У 1975—1998 роках село належало до Краківського воєводства.

## Демографія
Демографічна структура станом на 31 березня 2011 року:
|          | Загалом | Допрацездатний вік | Працездатний вік | Постпрацездатний вік |
| -------- | ------- | ------------------ | ---------------- | -------------------- |
| Чоловіки | 88      | 21                 | 53               | 14                   |
| Жінки    | 91      | 20                 | 49               | 22                   |
| Разом    | 179     | 41                 | 102              | 36                   |